# Kétszeresen összefüggő gráf
A matematika, azon belül a gráfelmélet területén egy kétszeresen összefüggő gráf (biconnected graph) összefüggő és „nem szétválasztható”, ami azt jelenti, hogy bármely csúcsot eltávolítva a gráf összefüggő marad. Tehát egy kétszeresen összefüggő gráfnak nincsenek elvágó (artikulációs) csúcsai.
A 2-összefüggő gráf fogalma a kétszeresen összefüggő gráféval csaknem ekvivalens, azzal az eltéréssel, hogy a két csúcsból és egy élből álló teljes gráfot néha úgy tekintik, mint ami kétszeresen összefüggő, de nem 2-összefüggő.
Ez a tulajdonság különösen hasznos redundanciával rendelkező hálózati folyamok fenntartásához, melyek nem szakadnak meg egyetlen él (kapcsolat) megszűntével.

## Definíció
Egy kétszeresen összefüggő irányítatlan gráf olyan összefüggő gráf, melyet egyetlen csúcs (és a hozzákapcsolódó élek) eltávolításával nem lehet több darabra szétszedni.
Egy kétszeresen összefüggő irányított gráfban bármely két v és w csúcshoz tartozik két irányított út v-ből w-be, melyek nem tartalmaznak a 'v-n és w-n kívül más közös csúcsot.

## Leszámlálás
| Csúcsok | Lehetőségek száma                   |
| ------- | ----------------------------------- |
| 1       | 0                                   |
| 2       | 1                                   |
| 3       | 1                                   |
| 4       | 3                                   |
| 5       | 10                                  |
| 6       | 56                                  |
| 7       | 468                                 |
| 8       | 7123                                |
| 9       | 194066                              |
| 10      | 9743542                             |
| 11      | 900969091                           |
| 12      | 153620333545                        |
| 13      | 48432939150704                      |
| 14      | 28361824488394169                   |
| 15      | 30995890806033380784                |
| 16      | 63501635429109597504951             |
| 17      | 244852079292073376010411280         |
| 18      | 1783160594069429925952824734641     |
| 19      | 24603887051350945867492816663958981 |

## Példák

Kétszeresen összefüggő gráf négy csúccsal és négy éllel
Nem kétszeresen összefüggő gráf. Az x csúcs eltávolítása után a gráf szétesne.
Kétszeresen összefüggő gráf öt csúccsal és hat éllel
Nem kétszeresen összefüggő gráf. Az x csúcs eltávolítása után a gráf szétesne.

## Fordítás
- Ez a szócikk részben vagy egészben a Biconnected graph című angol Wikipédia-szócikk ezen változatának fordításán alapul.  Az eredeti cikk szerkesztőit annak laptörténete sorolja fel. Ez a jelzés csupán a megfogalmazás eredetét és a szerzői jogokat jelzi, nem szolgál a cikkben szereplő információk forrásmegjelöléseként.